# 凱爾德海岸
76°S 24°W / 76°S 24°W

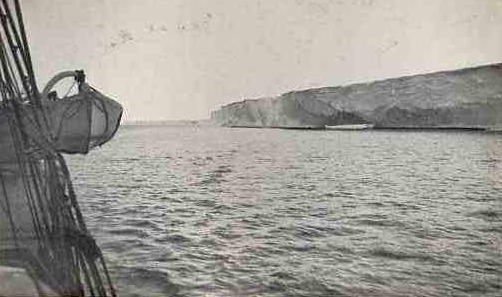

凱爾德海岸（英語：Caird Coast）是南極洲的海岸，位於科茨地，處於斯坦科姆-威爾斯冰川終點和海斯冰川之間，在布倫特冰架以南的威德爾海。